# 西尔维娅·博苏尔吉
西尔维娅·博苏尔吉（義大利語：Silvia Bosurgi，1979年4月17日—），意大利女子水球运动员。她曾代表意大利参加2004年和2008年夏季奥林匹克运动会水球比赛，其中2004年奥运会收获一枚金牌，2008年奥运会则未能收获奖牌。